# Rafał Koszyk
Rafał Koszyk (ur. 27 czerwca 1989) – polski lekkoatleta (sprinter), bobsleista i skeletonista.
Złoty medalista młodzieżowych mistrzostw Polski (2011) w sztafecie 4 x 100 metrów w barwach AZS UMCS Lublin.
Brązowy medalista Mistrzostw Polski Seniorów w Lekkiej Atletyce Bielsko-Biała 2012 w sztafecie 4 x 100 metrów w barwach AZS UMCS LUBLIN.
Reprezentant Polski w bobslejach, a następnie w skeletonie.
Reprezentant polski do sztafety z ogniem olimpijskim przed XXX Letnimi Igrzyskami Olimpijskimi w Londynie w 2012 roku. Ogień Olimpijski niósł 20 lipca 2012 roku, w miejscowości Chatham.

## Rekordy życiowe
- bieg na 100 metrów – 10,68 (2013)
- bieg na 200 metrów – 21,81 (2014)